# 贡纳尔·塞特瓦尔
贡纳尔·塞特瓦尔（瑞典語：Gunnar Setterwall，1881年8月18日—1928年2月26日），瑞典男子网球运动员。他曾代表瑞典参加1908年和1912年夏季奥林匹克运动会网球比赛，共获得二枚银牌和二枚铜牌。